# Stig Olin
Stig Olin (11 de septiembre de 1920 - 28 de junio de 2008) fue un actor, director, compositor de canciones, cantante y locutor radiofónico de nacionalidad sueca.

## Biografía
Nacido en Estocolmo, Suecia, era hijo extramatrimonial de un farmacéutico. Pasó sus primeros años en orfanatos, siendo más adelante adoptado por una pareja sin hijos, Nils G. Olin (1884–1961), un ingeniero, y Siri Thorngren (1892–1953).
Se inició en el cine encarnando a jóvenes a menudo antipáticos. Fue protagonista en las dos primeras películas de Ingmar Bergman, Tortura y Kris, así como en otras varias producciones rodadas en los años 1940 y 1950. En 1947 rodó en Estados Unidos, junto a Edvard Persson, la película Jens Månsson i Amerika. También colaboró en varias ocasiones con Hasse Ekman.
Entre 1953 y 1957 dirigió seis películas, entre ellas dos de las primeras protagonizadas por Povel Ramel. Su cinta Gäst i eget hus se basaba en su vida como niño adoptado, la cual narró en la autobiografía Trådrullen (1981). Además, cosechó igualmente diferentes éxitos como director teatral en locales de Estocolmo y Gotemburgo. 
Sin embargo, su trayectoria artística se vio interrumpida a los 38 años de edad al sufrir una hemorragia cerebral que le mantuvo un tiempo paralizado. En 1959 Olin fue contratado para trabajar como productor en Sveriges Radio, pasando en 1972 a ser director de programación. Además, presentó el espacio Sommar, participando en diferentes entrevistas y retratos de personajes como Zarah Leander. Finalmente, Olin se retiró en 1980. 
Stig Olin también escribió canciones populares, como fue el caso de los temas En gång jag seglar i hamn, Jag tror på sommaren, Karusellvisan y På söndag. Este último lo interpretó en un disco editado en 1953, cantando sus hijos algunas de sus otras canciones.
Stig Olin falleció en Estocolmo en el año 2008. Fue enterrado en el Cementerio Norra begravningsplatsen de dicha ciudad. Entre 1944 y 1980 estuvo casado con la actriz Britta Holmberg (1921–2004), con la cual tuvo tres hijos: el cantante Mats Olin (nacido en 1947), Per (1950–1960), y la actriz Lena Olin (nacida en 1955). Tras divorciarse, tuvo un nuevo matrimonio entre 1980 y 1990 con la también actriz Helena Kallenbäck (nacida en 1944).

## Filmografía (selección)

### Actor
- 1941 : Göranssons pojke
- 1943 : Ordet
- 1943 : Ungt blod
- 1944 : Tortura
- 1944 : Den osynliga muren
- 1945 : Två människor
- 1945 : Tre söner gick till flyget
- 1946 : Ballongen
- 1946 : Kris
- 1946 : Johansson och Vestman
- 1947 : Jens Månsson i Amerika
- 1948 : Ciudad portuaria
- 1948 : Eva
- 1949 : Hur tokigt som helst
- 1949 : Flickan från tredje raden
- 1949 : Prisión
- 1950 : Till glädje
- 1950 : Kvartetten som sprängdes
- 1950 : Esto no puede ocurrir aquí
- 1951 : Dårskapens hus
- 1951 : Sommarlek
- 1952 : En fästman i taget
- 1952 : Klasskamrater
- 1952 : Farlig kurva
- 1954 : Flickan, hunden och bilen
- 1954 : Gula divisionen
- 1955 : Den underbara lögnen
- 1955 : Mord, lilla vän
- 1956 : Sceningång
- 1956 : Rasmus, Pontus och Toker
- 1987 : Jim och piraterna Blom
- 1988 : Vargens tid
- 1991 : Tre kärlekar (serie TV)

### Director
- 1953 : I dur och skur
- 1953 : Resan till dej
- 1954 : Gula divisionen
- 1955 : Mord, lilla vän
- 1955 : Hoppsan!
- 1956 : Swing it, fröken
- 1956 : Rasmus, Pontus och Toker
- 1957 : Gäst i eget hus
- 1958 : Du är mitt äventyr

### Guionista
- 1953 : I dur och skur
- 1953 : Resan till dej
- 1954 : Gula divisionen
- 1955 : Mord, lilla vän
- 1956 : Swing it, fröken
- 1957 : Gäst i eget hus
- 1958 : Du är mitt äventyr

## Teatro

### Director
- 1954 : The Teahouse of the August Moon, de John Patrick, Intiman[8]
- 1955 : The Teahouse of the August Moon, de John Patrick, Helsingborgs stadsteater[9]
- 1978 : A Little Night Music, de Stephen Sondheim y Hugh Wheeler, Folkan[10]
- 1979 : Annie, de Charles Strouse, Thomas Meehan y Martin Charnin, Folkan[11]
- 1982 : The Sound of Music, de Richard Rodgers y Oscar Hammerstein II, Folkan[12]
- 1983 : Snövit och de sju dvärgarna, de Beppe Wolgers, Folkan[13]

### Actor
- 1940 : Idag blir igår, de Martha Lundholm, dirección de Martha Lundholm, Vasateatern[14]
- 1942 : Min syster Eileen, de Joseph Fields y Jerome Chodorov, dirección de Gösta Folke, Vasateatern[15]
- 1944 : Livet är ju härligt, de William Saroyan, dirección de Per Knutzon, Teatro Oscar[16]
- 1951 : Swedenhielms, de Hjalmar Bergman, dirección de Harry Roeck-Hansen, Blancheteatern[17]
- 1952 : Come back, de Clifford Odets, dirección de Harry Roeck-Hansen, Blancheteatern[18]
- 1952 : Fullmåne, de Hasse Ekman, dirección de Hasse Ekman, Intiman
- 1954 : The Teahouse of the August Moon, de John Patrick, dirección de Stig Olin, Intiman[19]